# ادل گلدستین
ادل گلدستین (انگلیسی: Adele Goldstine؛ ۲۱ دسامبر ۱۹۲۰ – نوامبر ۱۹۶۴) یک ریاضی‌دان اهل ایالات متحده آمریکا بود. او توضیحات کامل فنی را برای انیاک، نخستین رایانه دیجیتالی الکترونیکی نوشت.